# Kent Steffes
Kent Steffes (ur. 23 czerwca 1968 w Pacific Palisades) – amerykański siatkarz plażowy. Złoty medalista olimpijski z Atlanty.
W Atlancie partnerował legendarnemu Karchowi Kiraly’emu (wcześniej dwukrotnemu mistrzowi olimpijskiemu w hali) i wspólnie wywalczyli złoty medal. Rok później, już z nowym partnerem Dainem Blantonem, zdobył brązowy medal mistrzostw świata. Studiował na Uniwersytecie Stanforda oraz UCLA.